# Iván Patachich
Iván Patachich [ˈivaːn ˈpɒtɒʧiʧ] (Boedapest, 3 juni 1922 – ?, 9 mei 1993) was een Hongaars componist.

## Levensloop
Zijn studie deed hij aan de Ferenc Liszt-Akademie voor muziek in Boedapest van 1941 tot 1947 compositie bij Albert Siklós, János Viski en Ferenc Szabó en orkestdirectie bij John Ferencsik.
Aansluitend werkte hij als dirigent van theaterorkesten, van het staatsopera-orkest (1943-1947) alsook van het orkest van de Lustige Oper (1947-1948) en van het Madách-Theater (1951-1952). In 1952 werd hij artistiek directeur van de Hongaarse filmstudio Mafilm. Hij bleef tot 1987 in deze functie.
Als componist schreef hij muziek voor zo'n 200 films. Verder telt zijn oeuvre twee opera's en drie balletten. Vanaf 1958 schreef hij ook elektronische muziek. Davoor heeft hij in studio's in Bratislava, Boedapest, Stockholm, Stuttgart, Utrecht en New York geëxperimenteerd. Op dit terrein won hij twee prijzen in Bourges 1978 en 1984.

## Composities

### Werken voor orkest
- 1949 Concerto zenekarra - Három darab Klarinétra és zenekarra (concertino)
  1. Ritmo bulgarese. Allegro
  2. Canzone. Andante
  3. Rondo. Allegro
- 1950 Hongaarse Suite (Magyar szvit)
- 1950 Balkan Suite (Balkán szvit)
- 1953 Magyar képek
- 1954 Kleine Suite (Kis szvit)
- 1955 Rokoko Suite (Rokoko szvit) voor klein orkest
- 1955 Favola Suite (Mese szvit)
- 1956 Hárfaverseny
  1. Allegro
  2. Andante
  3. Allegro
- 1958 A város peremén symfonisch gedicht
- 1960 Serenade voor strijkers (Serenata per Archi)
  1. Allegro assai
  2. Andante — Lento
  3. Vivace
- 1962 Dans-Schetsen (Táncvázlat)
- 1962 Divertimento
  1. Allegro
  2. Andante
  3. Vivace
- 1963 Quadri Sportivi (Sportképek)
- 1964 Simfonietta
- 1965 Első simfonia
- 1965 Quadri di Picasso
- 1965 Schizzi Neri
- 1965 Miniatur Suite (Miniatűr szvit)
- 1966 Második simfonia
  1. Animato
  2. Presto
  3. Andante
  4. Allegro
- 1967 Colori 67 (Színek 1967)
- 1970 Balcanophonia
- Bakaruhában szvit
- Fekete-fehér első szvit
- Fekete-fehér, második szvit
- Hét darab zenekarra
  1. Capricio
  2. Szerenád
  3. Maskara tánc
  4. Ébred az udvar
  5. Tarantella
  6. Ária
  7. Humoresque
- Koordináták zenekarra - (Coordinate per orchestra)
- Második divertimento
- Mngongo et Mlába Suite
- Schizzi per Orchestra
- Suite Rococo per Archi
- Violin Concerto
  1. Allegro
  2. Andante
  3. Allegro

### Werken voor harmonieorkest
- 1970 Sprokjes-Suite
- 1974 Burlesques, voor harmonieorkest (gecomponeerd voor het Uster Festival voor eigentijdse blaasmuziek in 1974 in Uster (Zwitserland) en aldaar in première gegaan)
- 1977 Twee Hongaarse Dansen
- 1978 Hispanica
- 1979 Tree Schizzi per Orchestra da Fiati
- Miniaturen, voor harmonieorkest
- Suite Rococo per Orchestra da Fiati
- Trois Pièces Caractéristiques

### Werken voor koor
- Oude Hebreeuwse liederen
  1. Shofar-Ho lachmo
  2. Kaddesh ur' hac
  3. Shofar - Boruch shem k'vaud (Sh'ma' Ysroel)
  4. Shir hashirim (Song of Songs)
  5. Lullaby
  6. Tal kaddish
  7. Shofar - Kaddish
  8. Psalm No. 23
  9. Kol Nidre
  10. Hinne ma 'tauv
  11. Hassid Dance Song
  12. Aoro l'Mordechai (book of Esther)

### Cantates
- 1981 Bizarr énekek - (Canti Stravaganti) elektronische cantate voor solisten en ionosferisch gemengd koor met synthesizer - tekst: Christian Morgenstern

### Muziektheater
- 1958 Fekete-fehér ballet
- 1962 Teomachia opera – libretto: Sándor Weöres
- 1963 Bakaruhában ballet
- 1967 Mngongo mlába ballet
- 1970 Fuenteovejuna (Hős falu) opera
- 1980 Möbius tér pantomime

### Kamermuziek
- 1957 Sestetto per Arpa et Fiati voor harp en blazers
- 1965 Trio per Fiati
- 1965 Ritmidispari per Fiati Dottone voor blazersoktet
  1. Ritmo bulgaro, Allegro
  2. Serenata. Comodo
  3. Rumba. Allegro. Tempo di rumba
- 1972 Ritmo et Dispari per due Corni
- 1972 Saxofoon-kwartet
- Aquarelli voor twee trombones
- Kupferschnitt mit Holz Rhapsodie voor klarinet
- Petite Suite voor twee klarinetten

### Werken voor orgel
- 1966 Tre Pezzi per Organo voor orgel

### Werken voor harp
- Contorni per arpa
  1. Grafica
  2. Tempera
  3. Incisione

### Werken voor gitaar
- 1969 Sedicci Pezzi per Guitarra
- Children's Songs
- Small Studies
- Two Studies
- Duo per due Guitarri

### Werken voor percussie
- An-Pro SiFi voor 4 percussie instrumenten
- Clarsyn voor 9 slagwerkers

### Filmmuzieken
- 1957 Gerolsteini kaland
- 1961 Majusi Fagy
- 1963 A sasfióka film voor het televisie
- 1964 Hervad már ligetünk
- 1965 Képek a magyar némafilm történetéből
- 1965 Honfoglalás I-II
- 1966 Büdösvíz

### Elektronische werken
- 1975 Funzione Acustica
- 1976 Ta foneanta
- 1976 Movimenta spaciali
- 1976 Ballade - Barna Jancsi Balladája voor zanger
- 1977 Calling Sounds
- 1978 Canti profani silvani
- 1978 Metamorfosis per marimabafono e magnetofon (Metamorfózisok Marimbára)
- 1978 Metamorfosi-per flauto
- 1978 Hommage a l'Électronika
- 1979 Antisonata-per chitarra
- 1979 Metamorfosi-per zimbalo ungherese
- 1980 Antifoni-per violino
- 1980 Ludi spaziali per piano-forte e nastro
- 1980 Martello e pelttro-per pforte e mandolino
- 1980 Percussioni con macchina
- 1981 Bizarr énekek - (Canti Stravaganti) (zie Cantates)
- 1982 Alterego-per percussione
- 1982 Analisi-per violino
- 1982 Annales
- 1982 Concertino per vcello e percussione
- 1982 Multiplicazioni pentru violoncel şi bandă magnetică voor twee celli en geluidsband
- 1982 Pacem mundo
- 1982 Polinesia per flauto e percussioni
- 1982 Singing Statue for metal statue
- 1982 Sound Poetry
- 1983 Caracter voor klavecimbel
- 1983 Tioerlanauli
- 1984 Auletika voor vijf klarinetten
- 1984 Moog Fantasy
- 1984 Oddities voor geluidsband
- 1984 Patience II voor saxofoon
- 1984 Senvoles per canto
- 1985 Elektro-Tibia voor fluit
- 1985 Patience binaire voor cello
- 1985 Quintet excentrique voor hobo, viool, gitaar en percussie
- 1987 Cantus discipulus voor gemengd koor
- 1987 Die zwei Paaralellen per canto
- 1987 DX-7 Reports No.1
- 1987 Musique dessinée
- 1987 Synperc voor 4 slagwerkers
- 1987 Voltage Controlles voor contrabas
- 1988 Chanson nocturne du poisson
- 1988 Fagotto Digitalis voor fagot
- 1988 Salmo e ballata voor cello
- 1988 Woolemesyn voor percussie
- 1989 1789 Libegal Fra voor percussie
- 1989 Chinese Church voor piano
- 1989 Clarsynth voor klarinet
- 1989 Modharp voor harp
- 1989 Watermusik
- 1990 Ad Europam
- 1990 Studio Syntetico
- 1990 Trip around the Milky Way
- 1990 Trois tissages folkloriques
- Három darab voor harp en electronics
- Vízizene voor synthesizer

- Bibliothèque nationale de France: cb139413319 (data)
- CiNii: DA11998700
- Gemeinsame Normdatei: 124970427
- International Standard Name Identifier: 0000 0001 1071 7484
- Library of Congress Control Number: n84212816
- Nationale Bibliotheek van Letland: 000297895
- MusicBrainz: d7d1ca08-eae1-4c48-9a3d-209c384c12a3
- Nationale Bibliotheek van Tsjechië: js20050919006
- Nationale Bibliotheek van Israël: 987007312215405171
- Nationale en Universitaire bibliotheek Zagreb: 000652175
- Nederlandse Thesaurus van Auteursnamen: 093621868
- Réseau des bibliothèques de Suisse occidentale: 02-A003674230
- Système universitaire de documentation: 250639610
- Virtual International Authority File: 76505070
- WorldCat: E39PBJjdg8RygbCTPvg3fT9bh3